# Carpathia - A Dramatic Poem
Carpathia - A Dramatic Poem è il secondo album in studio del gruppo musicale tedesco The Vision Bleak, pubblicato nel 2005.

## Tracce
1. The Drama of the Wicked – 2:11
2. Secrecies in Darkness – 4:25
3. Carpathia – 5:15
4. Dreams in the Witchhouse – 5:37
5. Sister Najade (The Tarn by the Firs) – 4:46
6. The Curse of Arabia – 5:20
7. Kutulu! – 4:40
8. The Charm Is Done – 9:37

## Formazione
- Ulf Theodor Schwadorf (Markus Stock) - chitarra, basso, tastiera
- Allen B. Konstanz (Tobias Schönemann) - voce, batteria, tastiera